# Charles Mingus Sextet Live
Charles Mingus Sextet Live è un album di Charles Mingus registrato dal vivo al Theatre National Populaire du palais de Chaillot a Parigi il 20 ottobre del 1970 durante un concerto nel corso della manifestazione  Newport a Paris. 
L'album contiene solo una parte del concerto ed è stato pubblicato come allegato al numero 19 della rivista italiana Blu jazz nel 1991.

## Tracce
1. So long Eric – 13:50 (Charles Mingus )
2. The man who never sleeps  – 14:30 (Charles Mingus )
3. Pithecantopus erectus – 9:30 (Charles Mingus )
4. She's funny that way – 18:00 (Whiting, Moret)
5. Ending theme – 2:00 (Charles Mingus )

## Formazione
- Charles Mingus – contrabbasso
- Eric Preston – tromba
- Charles McPherson – sassofono alto
- Bobby Jones – sassofono tenore e clarinetto
- Jaki Byard – pianoforte
- Dannie Richmond – batteria